# Madeiral

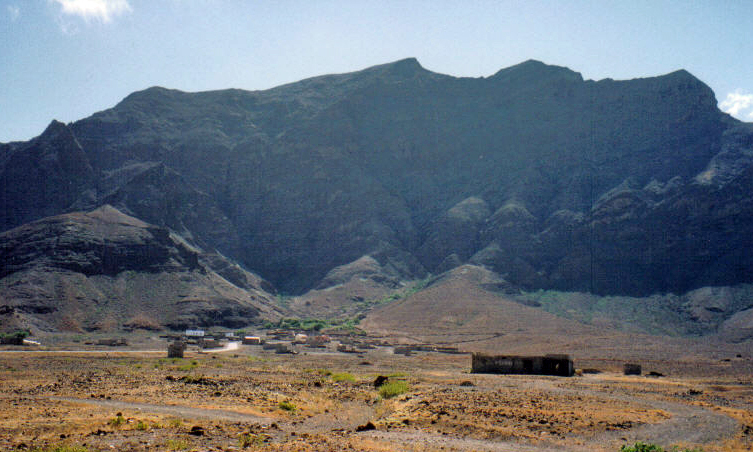
Povoado e montanhas de Madeiral

Madeiral (em crioulo cabo-verdiano: Maderal) é uma aldeia no centro-sul da ilha de São Vicente, Cabo Verde, junto à estrada entre a cidade do Mindelo e a aldeia do Calhau.
A montanha a sul da aldeia, com o mesmo nome, atinge os 675 m de altitude.

## Lugares próximos
- Calhau, este
- Mato Inglês, norte
- Topim, sudeste (distância: aprox. 5 km)
- Mindelo, noroeste (distância: aprox. 4 - 6 km)

| Ilha de São Vicente |
| --- |
| Zonas e Lugares Baía das Gatas \| Calhau \| Lameirão \| Lazareto \| Madeiral \| Mato Inglês \| Mindelo \| Praia do Norte \| Ribeira da Vinha \| Ribeira de Calhau \| Ribeira de Julião \| Salamansa \| São Pedro \| Seixal |
| Montanhas Fateixa \| Madeiral \| Monte Cara \| Monte Verde \| Tope de Caixa \| Topona |
| Ribeiras Ribeira de Julião |
| Outros Flamengos \| Fontainhas \| João Evora \| Palha Carga \| Pé de Verde \| Praia Grande \| Saragaça \| Viana |
| Cabo Verde \| Sotavento \| São Vicente |